# Angerbach (Isar)
Der Angerbach, am Oberlauf Schwimmbadkanal genannt, ist ein aus dem Pförraugraben abgeleiteter, 10,5 km langer  Bach, der durch Freising fließt und östlich der Stadt bei Riegerau von rechts in die Isar mündet.

## Geographie
Der Schwimmbadkanal wird südlich des Pförrerhofes vom Pförraugraben (dem Unterlauf des Schwaigbaches) abgeleitet und fließt durch das landwirtschaftlich genutzte Gebiet zwischen Freising und dem Flughafen München. Im weiteren Verlauf durchquert der Bach den dicht bebauten Freisinger Stadtteil Lerchenfeld. Hier liegt auch das namensgebende Freisinger Freibad, zu dessen Wasserversorgung der Schwimmbadgraben 1902 angelegt wurde. Im Bereich des Schwimmbades verlief der Bach unterirdisch. Beim Umbau des Freibades bis 2019 wurde der Bach hier freigelegt und verläuft am Rand des Schwimmbades entlang. Ab dem östlichen Stadtrand fließt der Angerbach die letzten Kilometer durch den Auwald südlich der Isar.
Das Einzugsgebiet des Angerbachs ist 8,62 km² groß und erstreckt sich im Wesentlichen über den Stadtteil Lerchenfeld und das südlich davon liegende Gebiet bis zur am Flughafen entlang fließenden Goldach. Im Westen und Norden grenzt das Einzugsgebiet an das des Pförraugrabens und der Isar, im Süden und Osten an das der Goldach.

### BayernAtlas („BA“)
Amtliche Online-Gewässerkarte mit passendem Ausschnitt und den hier benutzten Layern: Lauf und Einzugsgebiet des Angerbachs

Allgemeiner Einstieg ohne Voreinstellungen und Layer: BayernAtlas der Bayerischen Staatsregierung (Hinweise)
1. 1 2  Höhe abgefragt auf dem Hintergrundlayer Amtliche Karte (Rechtsklick).

### Gewässerverzeichnis Bayern („GV“)
1. ↑  Länge nach: Verzeichnis der Bach- und Flussgebiete in Bayern – Flussgebiet Isar, Seite 35 des Bayerischen Landesamtes für Umwelt, Stand 2016 (PDF; 2,5 MB) (Seitenzahl kann sich ändern.)
2. ↑  Einzugsgebiet nach: Verzeichnis der Bach- und Flussgebiete in Bayern – Flussgebiet Isar, Seite 35 des Bayerischen Landesamtes für Umwelt, Stand 2016 (PDF; 2,5 MB) (Seitenzahl kann sich ändern.)

### Andere
1. ↑  Zur Geschichte der öffentlichen Schwimmbäder - FINK - Das Magazin aus Freising. 7. April 2013, abgerufen am 23. August 2020.